# Cristian Romero
Cristian Gabriel Romero (Córdoba, 27 april 1998) is een Argentijns voetballer die doorgaans als verdediger speelt voor Tottenham Hotspur. Romero maakte in 2021 zijn debuut in het Argentijns voetbalelftal waarmee hij in 2022 wereldkampioen werd.

## Carrière

### Belgrano
Romero stroomde door vanuit de jeugd van Belgrano. Daarvoor debuteerde hij op 28 augustus 2018 in het eerste elftal, tijdens een met 0–1 verloren wedstrijd in de Primera División thuis tegen Independiente. Hij mocht die dag in de basis beginnen en deed dat datzelfde seizoen nog tien keer. Romero speelde dat jaar ook beide ontmoetingen met Coritiba in de achtste finales van de Copa Sudamericana van begin tot eind.

### Genoa
Romero tekende in juli 2018 een contract tot medio 2023 bij Genoa, de nummer twaalf van de Serie A in het voorgaande seizoen. Hier speelde hij zich na een paar maanden in de basis. Hij maakte op 28 oktober 2018 zijn eerste doelpunt in het betaald voetbal. Hij bracht Genoa die dag op 2–1 in een competitiewedstrijd thuis tegen Udinese (eindstand: 2–2). Na zijn eerste seizoen in Italië toonde kampioen Juventus belangstelling. Juventus betaalde 26 miljoen euro om Romero tot medio 2024 over te nemen, maar verhuurde hem daarna meteen nog een seizoen aan Genoa.

### Atalanta Bergamo
Op 5 september 2020 werd Romero verhuurd aan Atalanta Bergamo tot 30 juni 2022 met een koopoptie. Atalanta werd dat seizoen derde in de Serie A en Romero werd verkozen tot de beste verdediger van het seizoen 2020/21 in de Serie A. Op 5 augustus 2021 tekende Romero een contract voor Atalanta, dat 16 miljoen euro voor hem betaalde aan Juventus, waar Romero dus nooit zijn debuut heeft gemaakt.

### Tottenham Hotspur
Later die dag maakte Tottenham Hotspur bekend Romero voor een seizoen op huursbasis te hebben gecontracteerd met een eventuele optie tot koop. Na zijn eerste seizoen maakte Romero definitief de overstap naar Tottenham, voor een bedrag van 50 miljoen euro.

## Clubstatistieken
| Seizoen     | Club                | Competitie       | Competitie | Competitie | Beker | Beker | Internationaal | Internationaal | Totaal | Totaal |
| Seizoen     | Club                | Competitie       | Wed.       | Dlp.       | Wed.  | Dlp.  | Wed.           | Dlp.           | Wed.   | Dlp.   |
| ----------- | ------------------- | ---------------- | ---------- | ---------- | ----- | ----- | -------------- | -------------- | ------ | ------ |
| 2016/17     | Belgrano            | Primera División | 13         | 0          | 0     | 0     | 2              | 0              | 15     | 0      |
| 2017/18     | Belgrano            | Primera División | 3          | 0          | 1     | 0     | —              | —              | 4      | 0      |
| 2018/19     | Genoa               | Serie A          | 27         | 2          | 0     | 0     | —              | —              | 27     | 2      |
| 2019/20     | → Genoa             | Serie A          | 30         | 1          | 3     | 0     | —              | —              | 33     | 1      |
| 2020/21     | → Atalanta Bergamo  | Serie A          | 31         | 2          | 4     | 0     | 7              | 1              | 42     | 3      |
| 2021/22     | → Tottenham Hotspur | Premier League   | 22         | 1          | 4     | 0     | 4              | 0              | 30     | 1      |
| 2022/23     | Tottenham Hotspur   | Premier League   | 8          | 0          | 0     | 0     | 5              | 0              | 13     | 0      |
| Club totaal | Club totaal         | Club totaal      | 134        | 6          | 12    | 0     | 18             | 1              | 164    | 7      |

Bijgewerkt t/m 19 december 2022 

## Interlandcarrière
Romero was basisspeler van Argentinië –20 op het Zuid-Amerikaans kampioenschap –20 van 2017. Op 4 juni 2021 maakte Romero zijn debuut voor Argentinië in een WK-kwalificatiewedstrijd tegen Chili. Op 11 juli 2021 won Romero met Argentinië de CONMEBOL Copa América door met 1–0 in de finale te winnen van Brazilië.

## Erelijst
| Competitie                     | Winnaar    | Winnaar    | Runner-up  | Runner-up  | Derde      | Derde      |
| Competitie                     | Aantal     | Jaren      | Aantal     | Jaren      | Aantal     | Jaren      |
| Argentinië                     | Argentinië | Argentinië | Argentinië | Argentinië | Argentinië | Argentinië |
| ------------------------------ | ---------- | ---------- | ---------- | ---------- | ---------- | ---------- |
| FIFA-wereldkampioenschap       | 1x         | 2022       |            |            |            |            |
| CONMEBOL Copa América          | 1x         | 2021       |            |            |            |            |
| CONMEBOL–UEFA Cup of Champions | 1x         | 2022       |            |            |            |            |
| Tottenham Hotspur              |            |            |            |            |            |            |
| UEFA Europa League             | 1x         | 2024/25    |            |            |            |            |